# Arbeitsgericht Münchberg
Das Arbeitsgericht Münchberg war ein bayerisches Arbeitsgericht mit Sitz in Münchberg.

## Geschichte
Gemäß Arbeitsgerichtsgesetz vom 23. Dezember 1926 wurden in Deutschland Arbeitsgerichte gebildet. Diese waren nur in der ersten Instanz organisatorisch selbstständige Gerichte, die Landesarbeitsgerichte waren den Landgerichten zugeordnet. Am Landgericht Hof entstand so 1927 das Landesarbeitsgericht Hof als eines von 23 Landesarbeitsgerichten in Bayern. In Münchberg entstand das Arbeitsgericht Münchberg als eines von drei Arbeitsgerichten des Landesarbeitsgerichts. Sein Sprengel umfasste den Gerichtsbezirk des Amtsgerichts Münchberg. Es bestand eine allgemeine Kammer für Arbeiter und Angestellte und eine Kammer für das Handwerk.
Bereits 1929 wurde die Zahl der Arbeitsgerichte deutlich reduziert. Das Landesarbeitsgericht Hof wurde aufgehoben, seine Aufgaben übernahm das Landesarbeitsgericht Bamberg. Auch das Arbeitsgericht Münchberg wurde aufgehoben, seine Aufgaben übernahm das Arbeitsgericht Hof.